# 聖昆廷 (加利福尼亞州)
聖昆廷（英語：San Quentin）是位於美國加利福尼亞州馬林縣的一個非建制地區。該地的面積和人口皆未知。

## 地理
聖昆廷的座標為37°56′29″N 122°29′06″W / 37.94139°N 122.48500°W，而該地的平均海拔高度為9米（即30英尺）。